# Великоцкий сельский совет
Великоцкий сельский совет (укр. Великоцька сільська рада) — входит в состав
Меловского района
Луганской области
Украины.

## Населённые пункты совета
- с. Великоцк
- с. Журавское
- с. Криничное
- с. Ранняя Зоря
- с. Ярское
- с. Яснопроминское

## Адрес сельсовета
92505, Луганська обл., Міловський р-н, с. Великоцьк, вул. Міловська, 15; тел. 9-37-72  (укр.)